# 서귀포 영조사 목조아미타여래삼존불감
서귀포 영조사 목조아미타여래삼존불감(西歸浦 永照寺 木彫阿彌陀如來三尊佛龕)은 대한민국 제주특별자치도 서귀포시 대정읍 영조사에 있는, 조선시대 1692년에 만들어지 불감이다. 2017년 11월 1일 제주특별자치도의 유형문화재 제35호로 지정되었다.

## 지정사유
해당 불감(佛龕)은 불상의 복장에서 발견된 발원문으로부터 1692년 조각승 단응(端應), 탁밀(卓密), 보웅(普雄), 종인(宗印) 등에 의해 제작된 것임이 확인된다.
이때 단응, 탁밀 등 조각승들은 17세기 후반 경상북도 북부, 충청북도 북부, 강원도 남부 등지를 근거지로 활동한 대표적인 조각승들로, 해당 불감에 봉안된 아미타여래좌상과 협시보살상(관음보살입상, 대세지보살입상)은 비록 상(像)은 작지만, 강인한 상호(相好)와 단순한 선묘, 불 ․ 보살의 착의 양식 등에서 이들의 조각적 개성과 특징을 잘 담아내고 있다.
또한 조성발원문을 통해 1692년에 소영대선사(昭影大禪師)의 원불(願佛)로 제작된, 즉 제작목적을 명확히 알 수 있는 불감으로서 조각사적으로 중요한 의의를 지니고 있으며, 본 불감에서 보이는 아름답고 세련된 조형감은 드물게 전하는 조선후기 불감 가운데 단연 돋보인다.
따라서 이 목조아미타여래삼존불감은 제작배경과 제작시기, 제작자, 참여자 등이 모두 밝혀져 있는 동시에 불감이라는 희소성 및 작품성을 갖추고 있음에 따라 조선후기 불교조각 연구에 귀중한 자료로 역사적, 학술적, 예술적 가치가 높다.

## 참고 자료
- 서귀포 영조사 목조아미타여래삼존불감 - 국가유산청 국가유산포털